# Mayra Gonzales
Mayra Gonzales Fernández (La Paz, Bolivia; 8 de octubre de 1987) es una cantante, pianista, cantautora y conductora de televisión boliviana.

## Biografía
Mayra Gonzales nació el 8 de octubre de 1987 en la ciudad de La Paz. Comenzó sus estudios escolares en 1993, saliendo bachiller el año 2004 en su ciudad natal.

### Formación musical
Mayra empezó a incursionar en el ámbito de la música el año 1995, cuando aún era una niña de 8 años de edad. Ese año ingresa a estudiar en el Conservatorio Nacional de Música de La Paz. El año 2008, a sus 21 años de edad, forma parte de la banda "Almitra". Estuvo en esta banda hasta el año 2010.
En 2012, Rodrigo "Grillo" Villegas la invita a formar parte de la banda boliviana "Llegas" como vocalista . Estuvo en la banda hasta el año 2015, participando en la grabación de varios álbumes. En diciembre de ese año  Gonzales ingresa a la televisión boliviana como conductora y productora del programa musical "Aedea" en el canal Abya Yala TV de la ciudad de La Paz Ese mismo año  inicia su carrera como solista.

### Jurado de Factor X
Desde 2018, Mayra participa en calidad de jurado del programa de canto Factor X, cuyo programa es emitido por el canal Red UNO, en la ciudad de Santa Cruz de la Sierra.
En noviembre de 2018, Mayra Gonzales realizó y presentó ante el público sus dos nuevos videoclips. Ambos  filmados en la ciudad de La Paz .